# Monacrosporium mutabile
Monacrosporium mutabile är en svampart som beskrevs av R.C. Cooke 1969. Monacrosporium mutabile ingår i släktet Monacrosporium och familjen vaxskålar.   Inga underarter finns listade i Catalogue of Life.